# Кариновська сільська рада
Кари́новська сільська рада (рос. Кариновский сельский совет) — сільське поселення у складі Переволоцького району Оренбурзької області Росії.
Адміністративний центр — село Кариновка.

## Населення
Населення — 765 осіб (2019; 823 в 2010, 739 у 2002).

## Склад
До складу сільської ради входять:
| Населений пункт        | Населення, осіб (2002) | Населення, осіб (2010) |
| ---------------------- | ---------------------- | ---------------------- |
| Кариновка, село        | 566                    | 641                    |
| Пустош-Адамовка, хутір | 76                     | 94                     |
| Судаковка, селище      | 97                     | 88                     |